# Шуйстер, Владимир
Владимир Шуйстер (хорв. Vladimir Šujster; род. 26 мая 1972, Загреб) — хорватский гандболист, чемпион Олимпийских игр 1996 года в Атланте, где выступал за сборную Хорватии.

## Карьера
Шуйстер начинал свою карьеру в «Рударе», а затем успел сыграть практически за все самые элитные клубы хорватского гандбола.
Он выступал за сборную Хорватии по гандболу на летних Олимпийских играх 1996 в Атланте, где команда выиграла золотую медаль. Он также принимал участие в матчах чемпионате Европы 1998 года в Италии.
В 1997 году с «Загребом» вышел в финал Лиги Чемпионов ЕГФ, где уступил «Барселоне».